# Слобідська сільська рада (Овруцький район)
Слобідська сільська рада (до 1960 року — Заболотська сільська рада) — колишня адміністративно-територіальна одиниця та орган місцевого самоврядування у Словечанському і Овруцькому районах Коростенської і Волинської округ, Київської й Житомирської областей Української РСР та України з адміністративним центром у с. Слобода (до 1960 року — с. Заболоть).

## Населені пункти
Сільській раді були підпорядковані населені пункти:
- с. Слобода
- с. Верхня Рудня
- с. Заболоть
- с. Кораки
- с. Нижня Рудня
- с. Середня Рудня
- с. Ясенець

## Населення
Кількість населення ради станом на 1923 рік становила 809 осіб, кількість дворів — 152.
Відповідно до результатів перепису населення СРСР, кількість населення ради станом на 12 січня 1989 року становила 953 особи.
Станом на 5 грудня 2001 року, відповідно до перепису населення України, кількість мешканців сільської ради становила 616 осіб.

## Склад ради
Рада складалася з 12 депутатів та голови.

### Керівний склад сільської ради
| ПІБ                            | Основні відомості                                                         | Дата обрання | Дата звільнення |
| ------------------------------ | ------------------------------------------------------------------------- | ------------ | --------------- |
| Кобилинський Микола Васильович | Сільський голова, 1961 року народження, освіта                            | 26.03.2006   | 31.10.2010      |
| Кобилинський Микола Васильович | Сільський голова, 1968 року народження, освіта вища, член Партії регіонів | 31.10.2010   |                 |

Примітка: таблиця складена за даними джерела

## Історія
Створена 1923 року як Заболотська сільська рада, в складі сіл Вовча Слобода, Заболоття (Заболоть) та хуторів Караки (Кораки), Монархи, Ясенець Покалівської волості Овруцького повіту Волинської губернії. Станом на 17 грудня 1926 року в підпорядкуванні значилися хутори Сараї та Череса. На 1 жовтня 1941 року хутори Монархи, Сараї не перебували на обліку населених пунктів.
Станом на 1 вересня 1946 року сільська рада входила до складу Словечанського району Житомирської області, на обліку в раді перебували села Вовча Слобода (згодом — Слобода), Заболоть, Ясенець та х. Кораки.
11 серпня 1954 року, відповідно до указу Президії Верховної ради Української РСР «Про укрупнення сільських рад по Житомирській області», підпорядковано села Верхня Рудня, Нижня Рудня та Середня Рудня ліквідованої Середнє-Руднянської сільської ради Словечанського району. 8 червня 1960 року, відповідно до рішення Житомирського облвиконкому № 592 «Про перейменування деяких сільських рад в районах області», сільську раду перейменовано на Слобідську в зв'язку з перенесенням адміністративного центру із с. Заболоть до с. Слобода.
На 1 січня 1972 року сільська рада входила до складу Овруцького району Житомирської області, на обліку в раді перебували села Верхня Рудня, Заболоть, Кораки, Нижня Рудня, Середня Рудня, Слобода та Ясенець.
Ліквідована 20 грудня 2019 року через добровільне приєднання до складу Овруцької міської територіальної громади Овруцького району Житомирської області.
Входила до складу Словечанського (7.03.1923 р.) та Овруцького (30.12.1962 р.) районів.